# (14164) Hennigar
(14164) Hennigar est un astéroïde de la ceinture principale.

## Description
(14164) Hennigar est un astéroïde de la ceinture principale. Il fut découvert le 15 octobre 1998 à Kitt Peak par le projet Spacewatch. Il présente une orbite caractérisée par un demi-grand axe de 2,94 UA, une excentricité de 0,06 et une inclinaison de 1,5° par rapport à l'écliptique.

## Compléments